# Coppa Bernocchi 2017
La Coppa Bernocchi 2017, novantanovesima edizione della corsa e valevole come evento dell'UCI Europe Tour 2017 e della Ciclismo Cup 2017 categoria 1.1, si svolse il 14 settembre 2017 su un percorso di 194 km, con partenza e arrivo a Legnano, in Italia. La vittoria fu appannaggio dell'italiano Sonny Colbrelli, il quale completò il percorso in 4h34'32", alla media di 42,399 km/h, precedendo il canadese Guillaume Boivin e il connazionale Sacha Modolo.
Sul traguardo di Legnano 134 ciclisti, su 198 partenti, portarono a termine la manifestazione.

## Squadre e corridori partecipanti
| N.      | Cod. | Squadra                       |
| ------- | ---- | ----------------------------- |
| 1-8     | ITA  | Italia                        |
| 11-18   | BOH  | Bora-Hansgrohe                |
| 21-28   | TBM  | Bahrain-Merida                |
| 31-38   | UAD  | UAE Team Emirates             |
| 41-48   | CHE  | Svizzera                      |
| 51-58   | TFO  | Fortuneo-Oscaro               |
| 61-68   | WIL  | Wilier Triestina-Selle Italia |
| 71-78   | BRD  | Bardiani CSF                  |
| 81-88   | NIP  | Nippo-Vini Fantini            |
| 91-98   | ANS  | Androni-Sidermec-Bottecchia   |
| 101-108 | GAZ  | Gazprom-RusVelo               |
| 111-118 | DMP  | Delko Marseille Provence KTM  |
| 121-126 | CCC  | CCC Sprandi Polkowice         |

| N.      | Cod. | Squadra                       |
| ------- | ---- | ----------------------------- |
| 131-138 | ICA  | Israel Cycling Academy        |
| 141-148 | CJR  | Caja Rural-Seguros RGA        |
| 151-158 | GME  | GM Europa Ovini               |
| 161-168 | LOK  | Lokosphinx                    |
| 171-178 | AZT  | d'Amico Utensilnord           |
| 181-188 | UNI  | Unieuro Trevigiani-Hemus 1896 |
| 191-198 | ADR  | Adria Mobil                   |
| 201-208 | DDC  | Dimension Data for Qhubeka    |
| 211-218 | KLS  | Kolss Cycling Team            |
| 221-225 | RLY  | Rally Cycling                 |
| 231-238 | TIR  | Tirol Cycling Team            |
| 241-248 | SAN  | Sangemini-MG.K Vis            |
| 251-258 | AMO  | Amore & Vita-Selle SMP        |

## Ordine d'arrivo (Top 10)
| Pos. | Corridore        | Squadra      | Tempo    |
| ---- | ---------------- | ------------ | -------- |
| 1    | Sonny Colbrelli  | Bahrain-Mer. | 4h34'32" |
| 2    | Guillaume Boivin | Israel       | s.t.     |
| 3    | Sacha Modolo     | UAE          | s.t.     |
| 4    | Michael Albasini | Svizzera     | s.t.     |
| 5    | Elia Viviani     | Italia       | s.t.     |
| 6    | Simone Consonni  | UAE          | s.t.     |
| 7    | Shane Archbold   | Bora         | s.t.     |
| 8    | Mihkel Räim      | Israel       | s.t.     |
| 9    | Eduard Prades    | Caja Rural   | s.t.     |
| 10   | Davide Ballerini | Androni      | s.t.     |